# احمد عطاری
احمد عطاری (درگذشتهٔ ۲ اردیبهشت ۱۳۷۱) سیاستمدار، دیپلمات، مدرس دانشگاه، شاعر، و دولتمرد ایرانی بود. وی پس از انقلاب اسلامی ایران با کسب اکثریت آراء درحوزه انتخابیه اراک به عنوان نماینده مردم در اولین دوره مجلس شورای اسلامی برگزیده شد. وی در سال ۱۳۶۴ به عنوان نخستین سفیر و نماینده فوق‌العاده جمهوری اسلامی ایران پس از انقلاب اسلامی در کشورهای استرالیا و نیوزیلند تعیین گردید.
وی در اواخر دهه ۶۰ در وزارت فرهنگ و ارشاد اسلامی، در دوره وزارت سید محمد خاتمی، عهده‌دار سمت معاون پژوهشی و مشاور مطبوعاتی بود. احمد عطاری طی سالهایی دبیرکل اتحادیه کنفرانس بین‌المجالس کشورهای اسلامی، نایب رئیس اتحادیه جهانی بین‌المجالس بود. وی همچنین سرپرست، نخستین مدیرعامل، و مسئول نظارت بر نشریات خارجی زبان بنیاد اندیشه اسلامی بود. او دانش‌آموختهٔ کارشناسی ارشد آمار کاربردی و دکترای مدیریت صنعتی، با گرایش برنامه‌ریزی تولید، از انگلستان بود.
احمد عطاری در کنار مسئولیت‌های اجرایی، به تدریس در دانشگاه‌های مختلف، از جمله دانشگاه علامه طباطبایی و دانشگاه خوارزمی (دانشگاه تربیت معلم)، پژوهش، تفسیر قرآن، و سرودن اشعار عارفانه می‌پرداخت. کتاب مجموعه اشعار وی، با عنوان «زلالِ چشمه»، شامل ۶ قالب شعری غزل، قطعه، رباعی، دوبیتی، مثنوی، و شعر نو (سپید)، در تابستان ۱۴۰۱ به چاپ رسید.

## سوابق اجرایی
1. نماینده دوره اول مجلس شورای اسلامی[۱][۹]
2. مخبر کمیسیون برنامه و بودجه مجلس شورای اسلامی[۱۱][۱۲]
3. مخبر کمیسیون تحقیق مجلس شورای اسلامی[۱۳][۱۴]
4. عضو کمیسیون ویژه رسیدگی به برنامه پنج‌ساله توسعه اقتصادی، اجتماعی، و فرهنگی جمهوری اسلامی ایران
5. نماینده کمیسیون دیوان محاسبات در سازمان برنامه و بودجه کشور
6. نخستین سفیر و نماینده فوق‌العاده جمهوری اسلامی ایران پس از انقلاب اسلامی در کشورهای استرالیا و نیوزیلند (۱۳۶۴–۱۳۶۶)[۴][۵][۱۵][۱۶][۱۷][۱۸][۱۹]
7. معاون پژوهشی و مشاور مطبوعاتی وزارت فرهنگ و ارشاد اسلامی[۶][۷]
8. نخستین نایب رئیس شورای سازمان مدارک فرهنگی انقلاب اسلامی[۲۰]
9. عضو هیئت نظارت بر اجرای ضوابط و نشر کتاب شورای عالی انقلاب فرهنگی
10. عضو هیئت گزینش کتاب در هیئت امناء کتابخانه‌های عمومی کشور[۲۱]
11. نماینده هیئت عالی گزینش در هیئت مرکزی گزینش خبرگزاری جمهوری اسلامی (ایرنا)
12. معاون خبری خبرگزاری جمهوری اسلامی
13. عضو کمیسیون ملی یونسکو ایران[۲۲]
14. مدرس دروس مدیریت، ایدئولوژی، و معارف اسلامی در دانشگاه علامه طباطبایی[۲۳]
15. مدرس دروس اسلام‌شناسی، تاریخ اسلام، و معارف در مدرسه عالی علوم اراک (دانشگاه اراک)[۲۴][۲۵]
16. مدرس در دانشکده مدیریت و حسابداری مجتمع دانشگاهی علوم اداری و بازرگانی
17. مسئولِ دفتر گزینش استاد شورای عالی انقلاب فرهنگی
18. عضو گروه بین‌الملل و همکاری در تحریریه روزنامه اطلاعات[۲۶]
19. مسئول و عضو فعال انجمن‌های اسلامی ایرانیان خارج از کشور (انگلستان و استرالیا) پیش و پس از انقلاب اسلامی ایران

## دفاع از نامخلیج فارسوتمامیت ارضیایران
احمد عطاری در تاریخ ۲۹ سپتامبر ۱۹۸۷ به عنوان سفیر ایران در استرالیا در مقاله‌ای اعتراضی نسبت به مقالهٔ چاپ شده به تاریخ ۲۵ سپتامبر ۱۹۸۷ در روزنامهٔ انگلیسی زبان کانبرا تایمز استرالیا که اقدام به تحریف نام خلیج فارس کرده بود، خطاب به سردبیر آن روزنامه چنین نوشت:
«به شما متذکر می‌شوم که در مقالهٔ مذکور از اصطلاحی تحریف شده و جعلی برای توصیف نام «خلیج فارس» استفاده شده‌است. از این فرصت استفاده می‌کنم تا تصریح نمایم که مجموعه آبهای موجود در ساحل جنوبی جمهوری اسلامی ایران همواره با عنوان «خلیج فارس» اشاره، شناخته، توصیف، و نوشته شده‌است. توصیف این آبراه با هر عنوانی جز «خلیج فارس» تقلب از حقایق غیرقابل انکار جغرافیایی و تاریخی در برابر منابع پذیرفته‌شده بین‌المللی نام مکان‌ها در سراسر جهان است. احمد عطاری - سفیر ایران»

## آثار
- کتاب زلالِ چشمه: مجموعه اشعار دکتر احمد عطاری، با مقدمهٔ دکتر غلامعلی حداد عادل، ناشر: نشر گویا، تابستان ۱۴۰۱[۱][۲]

کتاب مجموعه اشعار ایشان، با عنوان زلالِ چشمه، شامل ۶ قالب شعری غزل، قطعه، رباعی، دوبیتی، مثنوی، و شعر نو است. وی برخی اشعار نو موجود در این مجموعه را در سال ۵۰ هجری شمسی سروده بود. از ویژگی‌های بارز اشعار وی می‌توان اشاره به آیات قرآن، و وقایع تاریخی و اجتماعی، و تأثیرپذیری از شعرای بزرگی چون حافظ و مولوی را برشمرد.

## نگارخانه

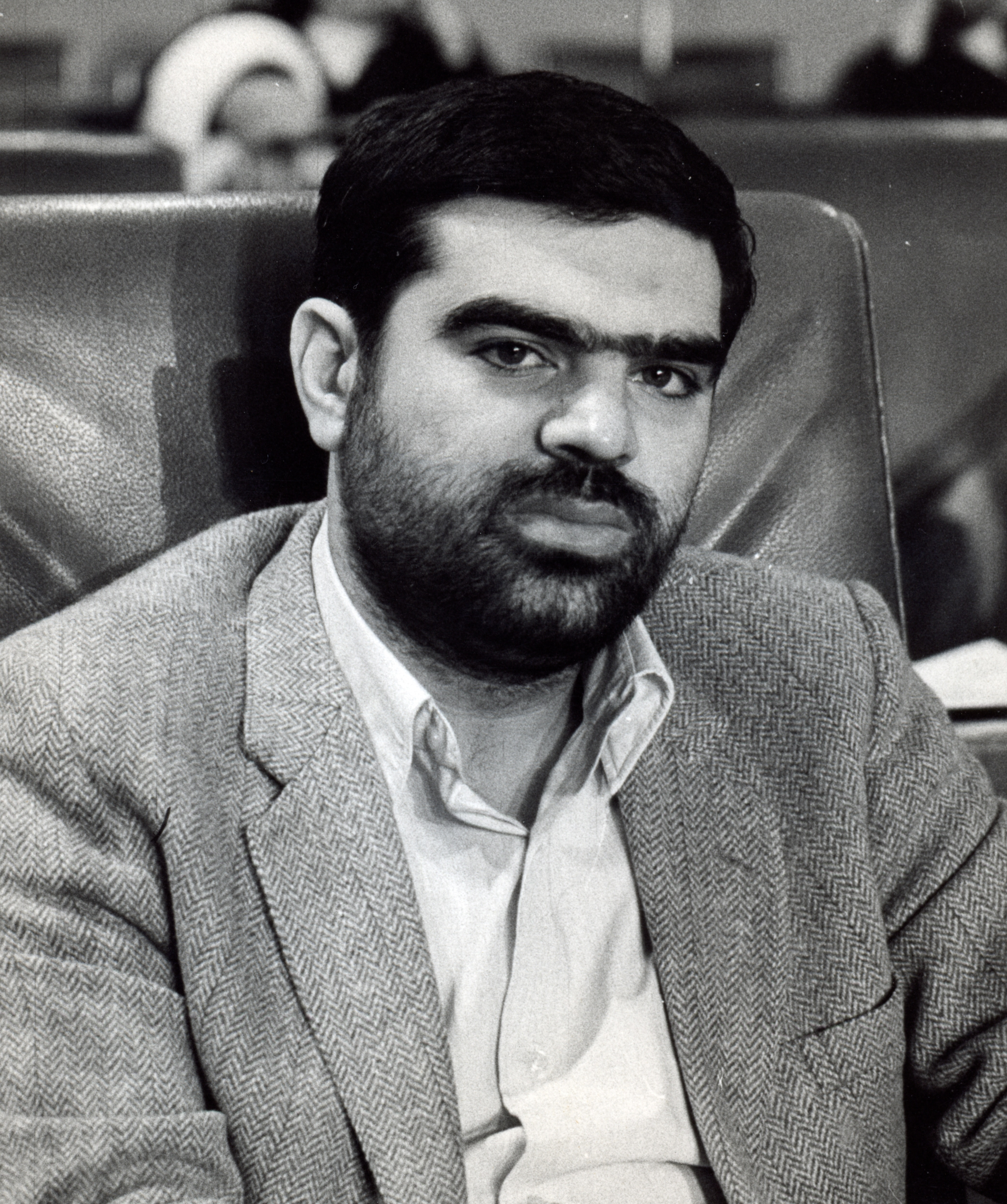
احمد عطاری در مجلس شورای اسلامی
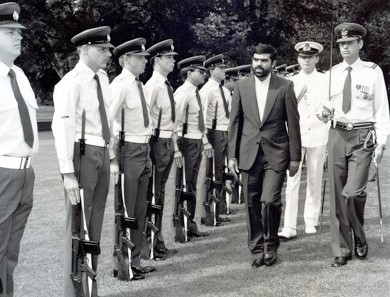
مراسم استقبال ویژه از احمد عطاری به عنوان سفیر و نماینده فوق‌العاده جمهوری اسلامی ایران در استرالیا
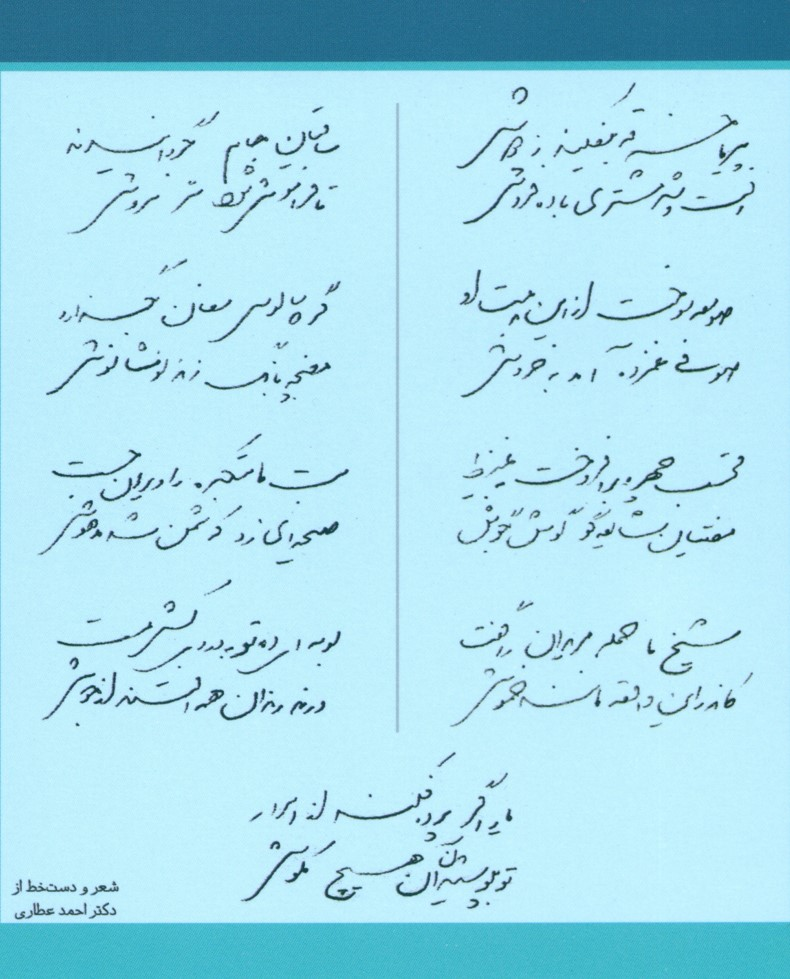
پشت جلد کتاب زلال چشمه- شعر و دستخط احمد عطاری
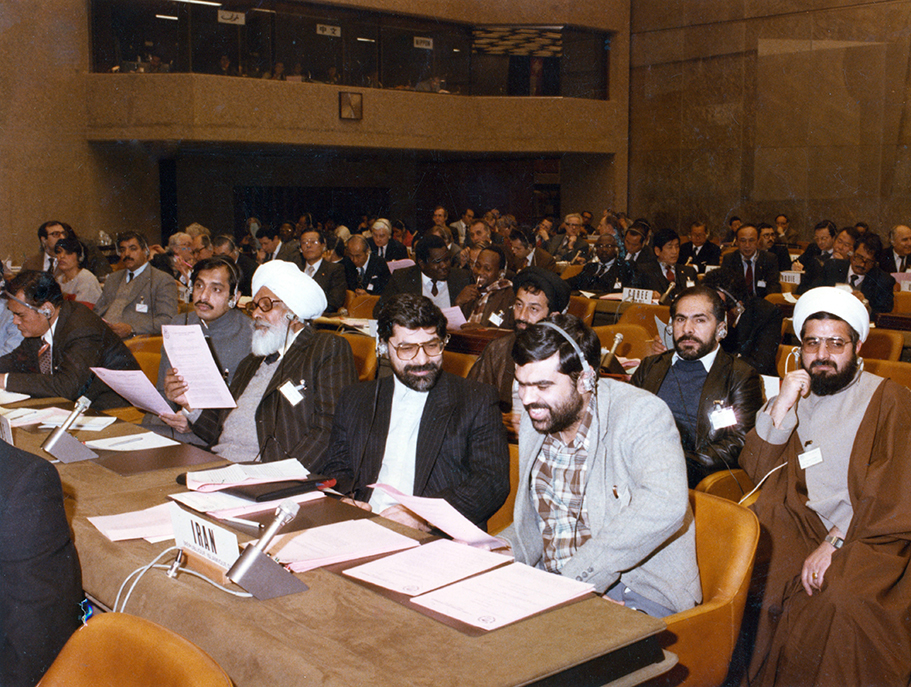
دکتر احمد عطاری در اتحادیه جهانی بین‌المجالس